# Кубок Казахстана по футболу 1999/2000
Кубок Казахстана по футболу 1999—2000 годов — 8-й розыгрыш национального Кубка, в котором приняли участие 16 клубов.
Финальный матч состоялся 6 июля 2000 года в Астане на стадионе имени К. Мунайтпасова.
Победителем Кубка стал алма-атинский СОПФК «Кайрат», обыгравший в финале петропавловский «Аксесс-Голден-Грейн».

## 1/8 финала
Первые матчи состоялись 11 мая, ответные 1 июня 1999 года.
| название                        | счёт | название                | 1-й матч | 2-й матч |
| ------------------------------- | ---- | ----------------------- | -------- | -------- |
| Шахтёр-Испат-Кармет (Караганда) | 0:2  | СОПФК Кайрат (Алма-Ата) | 0:0      | 0:2      |
| Кайсар-Hurricane (Кызылорда)    | 6:3  | Жигер (Шымкент)         | 2:0      | 4:3      |
| Восток-Алтын (Усть-Каменогорск) | 4:1  | Жетысу (Талдыкорган)    | 4:1      | 0:0      |
| Батыр (Экибастуз)               | +:-  | ЦСКА-Кайрат (Алма-Ата)  |          |          |
| Тараз (Тараз)                   | -:+  | Тобол (Костанай)        | 1:0      | -:+      |
| Аксесс-Есиль (Петропавловск)    | 1:0  | Женис (Астана)          | 0:0      | 1:0      |
| AES-Елимай (Семипалатинск)      | 2:4  | Синтез (Шымкент)        | 2:1      | 0:3      |
| Иртыш-Бастау (Павлодар)         | 5:2  | Акмола (Степногорск)    | 3:0      | 2:2      |

## 1/4 финала
Матчи состоялись с 4 мая по 5 ноября 1999 года.
| название                        | счёт | название                            | 1-й матч | 2-й матч |
| ------------------------------- | ---- | ----------------------------------- | -------- | -------- |
| СОПФК Кайрат (Алма-Ата)         | 4:2  | Кайсар-Hurricane (Кызылорда)        | 3:0      | 1:2      |
| Восток-Алтын (Усть-Каменогорск) | 3:2  | Батыр (Экибастуз)                   | 3:1      | 0:1      |
| Тобол (Костанай)                | 1:3  | Аксесс-Голден-Грейн (Петропавловск) | 0:1      | 1:2      |
| Томирис (Шымкент)               | 2:2  | Иртыш (Павлодар)(г)                 | 1:2      | 1:0      |

## 1/2 финала
Матчи состоялись с 30 мая по 22 июня 2000 года.
| название                        | счёт | название                            | 1-й матч | 2-й матч |
| ------------------------------- | ---- | ----------------------------------- | -------- | -------- |
| Восток-Алтын (Усть-Каменогорск) | 2:6  | СОПФК Кайрат (Алма-Ата)             | 2:2      | 0:4      |
| Иртыш (Павлодар)                | 3:6  | Аксесс-Голден-Грейн (Петропавловск) | 3:0      | 0:6      |

## Финал
| 6 июля 2000                                                            | \| СОПФК Кайрат (Алма-Ата) \| 5:0 \| Аксесс-Голден-Грейн (Петропавловск) \| \| Иванов 11′ · Литвиненко 20′, 90′ · Хамидуллов 63′ (пен.) · Тарасов 69′ \| Голы \| \| | Стадион имени К. Мунайтпасова Астана Зрителей: 7 500 Судья: А. Борисов (Семипалатинск) |
| СОПФК Кайрат (Алма-Ата)                                                | 5:0 | Аксесс-Голден-Грейн (Петропавловск)                                                    |
| Иванов 11′ · Литвиненко 20′, 90′ · Хамидуллов 63′ (пен.) · Тарасов 69′ | Голы |                                                                                        |

| Победитель Кубка Казахстана по футболу 1999-2000 |
| ------------------------------------------------ |
| СОПФК Кайрат (Алма-Ата) Третий титул             |

## Лучшие бомбардиры розыгрыша
| Игрок                 | Команда                             | Голов |
| --------------------- | ----------------------------------- | ----- |
| Реджепмурад Агабаев   | СОПФК Кайрат (Алма-Ата)             | 5     |
| Нилтон Перейра Мендес | Иртыш (Павлодар)                    | 5     |
| Евгений Тарасов       | СОПФК Кайрат (Алма-Ата)             | 4     |
| Сергей Иванов         | СОПФК Кайрат (Алма-Ата)             | 3     |
| Олег Литвиненко       | СОПФК Кайрат (Алма-Ата)             | 3     |
| Алексей Захаров       | Аксесс-Голден-Грейн (Петропавловск) | 3     |